# Bosrendier
Het bosrendier (Rangifer tarandus fennicus) is een ondersoort van het rendier (Rangifer tarandus) en komt uit de familie der hertachtigen (Cervidae). De wetenschappelijke naam van deze ondersoort werd voor het eerst geldig gepubliceerd door Einar Lönnberg in 1909.

## Kenmerken
Hoewel het bosrendier sterk lijkt op het Noord-Europees rendier (Rangifer tarandus tarandus), zijn hun poten meestal langer en hun geweien meestal groter en slanker. Qua vacht is het bosrendier donkerder. Het bosrendier is goed aangepast aan het leven in boreale bossen en kunnen zelfs de strengste winters doorstaan. Dankzij hun lange poten en brede hoeven kunnen ze zich gemakkelijk door sneeuwrijke gebieden verplaatsen. Zowel het mannetje als vrouwtje dragen een gewei.

## Voedsel
Rendiermossen (Cladonia) en baardmossen (Usnea) vormen 's winters de hoofdmoot van hun dieet. Omdat ze zeer goed kunnen ruiken, kunnen ze de rendiermossen zelfs vinden wanneer deze zich onder een dikke laag sneeuw bevinden. 's Zomers eten bosrendieren vooral eenarig wollegras (Eriophorum vaginatum), waterdrieblad (Menyanthes trifoliata), basterdwederiken (Epilobium) en verschillende grassen en zeggen.

## Verspreiding en aantallen
Het bosrendier is een bedreigde diersoort die in de 19e eeuw nog veelvuldig voorkwam in Fennoscandinavië en het noordwesten van Rusland. Door de jacht stierf het bosrendier aan het eind van de 19e eeuw of begin van de 20e eeuw uit in Finland. Op het dieptepunt van de afname werd het bosrendier alleen nog gevonden in de Russische republiek Karelië. Nu het bosrendier beter beschermd is leven ze ook weer in enkele gebieden in Finland, ondersteund door herintroductieprojecten. In een beoordeling gepubliceerd door het IUCN (2008), wordt gesproken over een afname van 1.800 naar 1.000 exemplaren in de westelijke deelpopulatie (tussen 2001 en 2006). De oostelijke deelpopulatie nam toe van 40 geherintroduceerde exemplaren in 1980 tot ca. 1.200 in 2008. De populatieomvang aan de Russische zijde is niet bekend, maar er wordt aangenomen dat het ook hier een afname betreft.

## Status
Naast de algemene status van het rendier op Appendix III van de Conventie van Bern, staat het bosrendier als strikt beschermd op Annex II van de Habitatrichtlijn van de Europese Unie.